# Bordada (náutica)

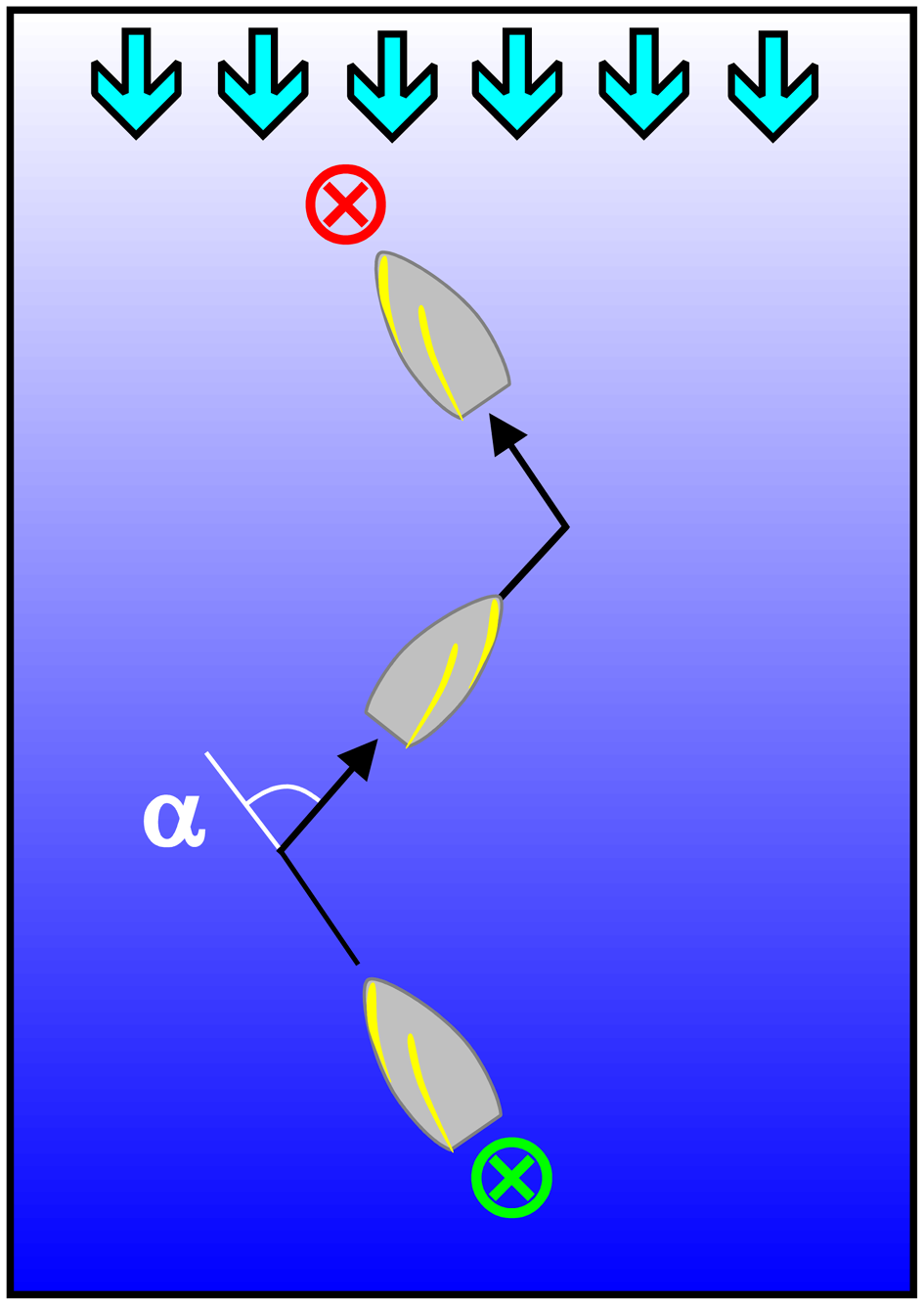
Esquema.

En náutica, bordada es la derrota (trayecto) que una embarcación de vela recorre entre dos viradas, cuando navega de bolina, voltejeando, para adelantar hacia barlovento.

## Clasificación
- Bordo: es la bordada corta.

- Repiquete: es la bordada muy corta.

## Tipos
- Cuchillada: es la bordada larga que persigue lograr la maniobra a la que está destinada.

- Falso bordo: es la bordada donde se sitúa el mástil de la vela latina en los barcos que la llevan.

## Frases relacionadas
Dar bordadas, bordear o  también bordejear (en Hispanoamérica), es navegar de bolina ciñendo el viento alternativamente por una amura y por la del otro costado del barco.
Estirar la bordada, es continuar o prolongar la que el barco lleva.
Rendir la bordada es llegar a un punto en ella, en que es conveniente que la embarcación efectúe una virada para ponerla a ceñir el viento por la otra amura.